# Ulrike Murmann

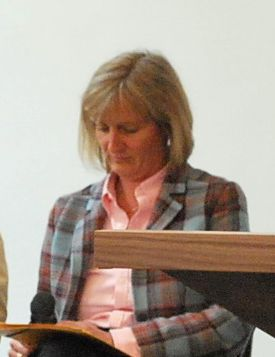
Ulrike Murmann (2010)

Ulrike Murmann (* 19. Juli 1961 in Kiel) ist eine deutsche evangelische Theologin und seit 2004 als erste Frau Hauptpastorin von St. Katharinen in Hamburg und Pröpstin im Kirchenkreis Hamburg-Ost.

## Leben und Wirken
Ulrike Murmann wurde als Tochter des Unternehmers und ehemaligen Arbeitgeberpräsidenten Klaus Murmann und seiner Ehefrau Hannelore 1961 in Kiel als eines von fünf Kindern geboren, einer ihrer Brüder ist Verleger Sven Murmann. Ihr Onkel Dieter Murmann ist Unternehmer und CDU-Politiker, genauso wie ihr Cousin Philipp Murmann.
Sie studierte Evangelische Theologie in München, Tübingen und Hamburg. Ulrike Murmann wurde mit einer Arbeit über Paul Tillichs Theorie der Sünde promoviert, erschienen 2000 unter dem Titel Freiheit und Entfremdung.
Ende der 1980er Jahre war sie für ein halbes Jahr in der Provinz Misiones in Argentinien und übernahm dort die Leitung einer Gemeinde. Ab 1990 war sie als Pastorin der Nordelbischen Kirche tätig. Als Gemeindepastorin der St. Johanniskirche in Hamburg wurde sie 2001 Presse- und Öffentlichkeitsreferentin der Hamburger Bischöfin Maria Jepsen.
2004 wurde Murmann in das integrierte Amt der Hauptpastorin der Hauptkirche St. Katharinen und Pröpstin für die Propstei Mitte-Bergedorf im Kirchenkreis Alt-Hamburg (seit 2009 Teil des Kirchenkreises Hamburg-Ost) gewählt. Mit Ulrike Murmann ist in dieses Amt zum ersten Mal in der Geschichte der Hamburger Hauptpastoren eine Frau berufen worden.
Ulrike Murmann ist Mitglied im Hochschulrat der Hochschule für Musik und Theater Hamburg und stellvertretende Vorsitzende des Kuratoriums der Stiftung der Deutschen Wirtschaft. Seit Dezember 2011 ist sie darüber hinaus Vorsitzende des Stiftungsrats der BürgerStiftung Hamburg.
Sie ist mit dem Intendanten des NDR, Joachim Knuth, verheiratet und hat drei Kinder. Sie arbeitet auch als Autorin und als Kolumnistin.

## Veröffentlichungen
- Freiheit und Entfremdung. Paul Tillichs Theorie der Sünde. Kohlhammer: Stuttgart, Berlin, Köln 2000. ISBN 3-17-016585-2
- Auf Teufel komm raus. Von Wollust, Geiz und anderen Todsünden. (Hrsg.) Gütersloh 2007. ISBN 3-579-06458-4.